# اچیکو مائدا
اچیکو مائدا (انگلیسی: Echiko Maeda؛ زادهٔ ۳۱ ژانویهٔ ۱۹۵۲) بازیکن والیبال اهل ژاپن است.